# Гвардейская бригада (Великобритания, 1776—1783)
Гвардейская бригада (англ. Brigade of Guards) — временное формирование британской армии, созданное в 1776 году для войны с восставшими колониями Северной Америки. Она была сформирована из военнослужащих трёх элитных гвардейских полков, и сразу же по прибытии в Америку приняла участие в сражении на Лонг-Айленде. Впоследствии бригаду задействовали во многих сражениях в Нью-Йорке и Нью-Джерси, в 1780 году перебросили в Южные штаты, где она участвовала в сражении при Гилфорд-Кортхауз и в марше в Вирджинию, где была окружена в Йорктауне и сдалась американцам вместе со всей армией генерала Корнуоллиса. Летом 1783 года бригада вернулась в Англию, где была расформирована.

## История
В 1770-е годы в британской армии было три гвардейских пехотных полка: 1-й Гвардейский полк, Колдстримская гвардия и 3-й гвардейский полк. Эти полки составляли элиту британской армии, и получали лучшее обмундирование, лучшее оружие и проходили лучшие тренировки. Офицеры гвардии при переводе в обычные полки повышались в звании, или же имели старшинство перед офицерами того же звания, в случае если гвардия служила вместе с обычными подразделениями. Офицеры гвардии происходили из высших слоёв английского общества.
13 февраля 1776 года Военное министерство постановило сформировать сборное подразделение специально для службы в американских колониях. Гвардейские полки в то время имели 64 роты; каждая должна была предоставить 15 рядовых для нового подразделения. Это подразделение было разделено на 8 линейных рот, одну роту лёгкой пехоты и одну гренадерскую роту. Каждая рота насчитывала 100 человек. Новое формирование было названо бригадой, её возглавил бригадный генерал Эдвард Мэтью (который ранее служил в Колдстримской гвардии), и 2 мая 1776 года бригада отправилась в Америку. На тот момент в бригаде числилось 30 офицеров и 1062 рядовых.
Гвардейцы прибыли в Америку в августе 1776 года, сошли на берег в Лонг-Айленде 22 августа и встали лагерем в Новом Утрехте. Им поменяли униформу с парадной на полевую, а офицерам было приказано носить униформу рядовых, чтобы не гибнуть от снайперского огня. Генерал Хау приказал сформировать из гвардейских рот бригаду из двух батальонов по 5 рот каждая, при одной гренадерской роте. Бригада приняла следующий вид:
- 1-й батальон. 1-я, 2-я, 3-я роты (из 1-го Гвардейского полка) и гренадерская рота. Командир подполковник Гарри Трелони[англ.].
- 2-й батальон. 5-я и 6-я роты (из 3-го полка), 7-я и 8-я роты (из Колдстримской гвардии), и легкопехотная рота. Командир подполковник Джордж Огильви.
- Гренадерская гвардейская рота, 120 человек под командованием подполковника Джорджа Осборна[англ.].

27 августа 1776 года полк участвовал в сражении на Лонг-Айленде.
Участвовал в кампании в Нью-Йорке и Нью-Джерси в 1776, в Филадельфийской кампании в 1777, и в сражении при Монмуте в 1778 году. После Монмута полк перевели в гарнизон Нью-Йорка, и он простоял там до 1780 года. 3 ноября 1779 года генерал Мэтью покинул полк и отправился в Англию, где принял командование 62-м пехотным полком. Бригаду временно возглавил генерал Джон Говард, 15-й граф Саффолк, а 12 мая 1780 года командование принял бригадный генерал Чарльз О'Хара, но он приступил к своим обязанностям только через 7 месяцев. Генерал Ховард остался в бригаде на положении волонтёра.